# Совхозное (Кабардино-Балкария)
Совхо́зное (кабард.-черк. Совхознэ) — село в Зольском районе Кабардино-Балкарской Республики.
Образует муниципальное образование «сельское поселение Совхозное», как единственный населённый пункт в его составе.

## География
Селение расположено в северной части Зольского района, в долине реки Золка Первая. Находится в 17 км к юг-востоку от районного центра Залукокоаже, в 67 км к северо-западу от города Нальчик, и в 37 км к юго-востоку от Пятигорска.
Площадь территории сельского поселения составляет — 29,57  км2.
Граничит с землями населённых пунктов: Сармаково на юго-востоке, Дженал на северо-западе, Залукодес на севере и Зольское на северо-востоке.
Населённый пункт расположен в предгорной зоне республики, у подножия северного склона Джинальского хребта. Рельеф представляет собой холмистую местность, переходящие на юге в средневысотные хребты. Средние высоты на территории села составляют 820 метров над уровнем моря.
Гидрографическая сеть представлена рекой Золка Первая и её мелкими притоками стекающих с северного склона Джинальского хребта, наиболее крупным из которых является река Ушха. К югу от села в долине реки Ушха расположен Серафимовский источник.
Климат влажный умеренный, с суммой положительных температур за вегетационный период 2800—3000°С. Среднемесячная температура воздуха в июле составляет +20,0°C. Среднемесячная температура самого холодного месяца января −3,5°C. Количество осадков за год составляет около 900 мм, в период активной вегетации выпадает около 400—500 мм.

## История
В 1881 году дворянка Екатерина Алексеевна Хомякова (дочь основоположника русского славянофилства — Хомякова Алексея Степановича), купила два участка земли в Кабарде, у уорка (дворянина) Ногмова Эрустана Шоровича. Первый участок располагался в долине реки Золка Первая, второй в долине реки Экипцоко.
В том же году, дворянка со своими крестьянами переселилась в долину реки Золка Первая и основали маленькое поселение названное хутор Хомячиха. А земли в долине реки Экипцоко были перепроданы кабардинским уоркам Бирмамитовым и Абдурахмановым.
К концу XIX века в хуторе действовали кирпичный и сыроваренный заводы. У юго-западной окраины хутора, был разбит один из крупнейших садов Кабарды того времени.
В 1896 году в ходе переписи, хутор был причислен к селению Бабуково.
В 1902 году завершился строительство Свято-Троицкого храма. В том же году Екатерина Хомякова исполнила предсмертное желание управлявшего её хутором Астемира Шериева и построила в хуторе мечеть, для её мусульманских жителей.
В 1907 году храм переименован в Свято-Троицкий Серафимский женский монастырь.
В 1924 году хутор Хомячиха переименован в село Совхозное.
В 1948 году село административно подчинено Зольскому сельсовету.
В 1992 году селение преобразовано в отдельную сельскую администрацию. 
В 2005 году Законом Кабардино-Балкарской Республики от 27.02.2005 №13-РЗ «О статусе и границах муниципальных образований в Кабардино-Балкарской Республике», Совхозная сельская администрация преобразовано в муниципальное образование, со статусом сельского поселения .

## Население
| 2002 | 2010 | 2012 | 2013 | 2014 | 2015 | 2016 |
| ---- | ---- | ---- | ---- | ---- | ---- | ---- |
| 733  | ↘723 | ↘718 | ↘705 | ↘696 | →696 | ↘690 |
| 2017 | 2018 | 2019 | 2020 | 2021 | 2023 | 2024 |
| ↘688 | ↘680 | ↘679 | ↘673 | ↗706 | ↗715 | ↗718 |
| 2025 |      |      |      |      |      |      |
| ↗723 |      |      |      |      |      |      |

Плотность — 24.45 чел./км².
За межпереписной период (с 2010 по 2021 год) население села уменьшилось на 17 чел. (- 2,35 %).
По данным Всероссийской переписи населения 2021 года:
| Народ                | Численность, чел. | Доля от всего населения, % |
| -------------------- | ----------------- | -------------------------- |
| кабардинцы (черкесы) | 688               | 97,45 %                    |
| * кабардинцы         | 661               | 93,63 %                    |
| * черкесы            | 27                | 3,82 %                     |
| русские              | 15                | 2,12 %                     |
| другие               | 3                 | 0,42 %                     |
| всего                | 706               | 100 %                      |

## Местное самоуправление
Администрация сельского поселения Совхозное — село Совхозное, ул. Подгорная, 2.
Структуру органов местного самоуправления сельского поселения составляют:
- Глава сельского поселения Совхозное — Дзамихов Харабий Муштафаевич (с 11 октября 2021 года).
- Местная администрация (исполнительно-распорядительный орган) — администрация сельского поселения Совхозное.

Аппарат местной администрации сельского поселения состоит из 4 человек.
- Представительный орган — Совет местного самоуправления сельского поселения Совхозное. Состоит из 7 депутатов[24].

## Образование
- Средняя общеобразовательная школа № 1 — ул. Центральная, 1
- Начальная школа Детский сад № 1

## Здравоохранение
- Участковая больница

## Культура
- Дом Культуры

Общественно-политические организации:
- Адыгэ Хасэ
- Совет старейшин
- Совет ветеранов труда

## Религия
Ислам
- Сельская мечеть (построена в 1902 году)

Православие
- Свято-Троицкий женский монастырь (построен в 1902 году)

## Улицы
На территории села зарегистрировано 10 улиц:

| Заречная  |
| Нагорная  |
| Надречная |
| Подгорная |

| Рустама Кокова |
| Садовая        |
| Степная        |

| Центральная |
| Школьная    |
| Шоссейная   |